# Adscita capitalis
Adscita capitalis ist ein Schmetterling aus der Familie der Widderchen (Zygaenidae).

## Merkmale
Die Falter erreichen eine Vorderflügellänge von 9,5 bis 11,4 Millimeter bei den Männchen und 9,4 bis 10,5 Millimeter bei den Weibchen. Der Kopf ist insbesondere an Stirn (Frons) und Scheitel (Vertex) behaart und schimmert bräunlich grün, braun oder schwarzbraun. Die Stirn ist ungefähr doppelt so breit wie die Facettenaugen. Die Fühler sind stark keulenförmig und schimmern olivgrün oder dunkelgrün. Sie bestehen aus 35 bis 37 Segmenten; die letzten acht Segmente sind zu breiten Plättchen ausgebildet. Der Thorax schimmert dorsal grün oder bräunlich grün, manchmal ist er auch nur schwarz und glanzlos. Das hintere Ende ist mit langen Haaren bedeckt. Die Tegulae sind behaart und schimmern goldgrün, die Beine schimmern lateral grün, medial sind sie glanzlos. Das Abdomen schimmert grün oder bläulich grün. Die Vorderflügeloberseite schimmert hellgrün und hat einen variablen Glanz. Die Hinterflügel sind dunkelgrau oder hellgrau und leicht transluzent. Die Flügelunterseiten sind hellgrau. Manchmal befindet sich im Analwinkel der Hinterflügel ein schmaler Streifen aus blau schimmernden Schuppen. Die Weibchen ähneln den Männchen in ihrer Größe und Färbung. Die Fühler sind schwach doppelt gesägt, fast fadenförmig und am Ende stark keulenförmig verdickt.
Bei den Männchen ist der Uncus sehr groß und stark sklerotisiert. Die Valven sind breit und haben keine Fortsätze. Der Aedeagus ist schlank und leicht nach oben gebogen. Proximal ist er etwas dicker und mit einem kurzen, geraden und schlanken Cornutus versehen.
Bei den Weibchen ist das Ostium lippenförmig. Das Antrum ist lang, stark sklerotisiert und hat eine glatte Oberfläche. Der Ductus bursae ist kurz und transluzent, längs gefaltet und distal gedreht. Das Corpus bursae ist eiförmig.
Das Ei ist 0,8 Millimeter lang, 0,5 Millimeter breit und 0,4 Millimeter hoch. Es ist fahlgelb gefärbt und mit feinen Längsrippen versehen.
Die Raupe durchläuft 6 bis 8 Stadien. Im ersten Stadium ist sie etwa 1,1 Millimeter lang und 0,3 Millimeter breit. Der Kopf ist braun, der Körper hellgelb. Auf dem Rücken des ersten Thorakalsegments befindet sich eine sklerotisierte T-förmige Platte. Das L1-Stadium dauert 6 bis 14 Tage. 
Die Raupen des zweiten Stadiums sind 2,0 Millimeter lang und haben einen hellgelben Körper. Auf dem Rücken befindet sich eine hellbraune Linie. Kopf und Prothorakalplatte sind braun. Die Thorakalbeine sind hellbraun, die Bauchbeine hellgelb. Das L2-Stadium dauert 5 bis 16 Tage. Im dritten Stadium sind die Raupen 2,5 Millimeter lang und hellgelb. Die Rückenlinie und die Nebenrückenlinie sind hellbraun. Das L3-Stadium dauert 6 bis 21 Tage. 
Im vierten Stadium sind die Raupen 3,5 Millimeter lang und graugelb und haben hellbraune Rücken, Nebenrücken- und Seitenlinien. Die Bauchbeine und der ventrale Teil des Abdomens sind gelb. Auf der Rückenlinie befinden sich stachlige Makrotuberkel. Das Peritrema – ein ringförmiges Sklerit, das die Atemöffnungen umgibt – ist dunkelbraun. Das L4-Stadium dauert 12 Tage, im Falle einer Diapause 258 bis 277 Tage. 
Die Raupen des 5. Stadiums sind 3,5 bis 4,0 Millimeter lang und im Vergleich zu den vorangegangenen Stadien deutlich dunkler gefärbt. Die Rückenlinie und die Nebenrückenlinien sind rötlich braun. Die Rückenlinie wird durch eine weiße Linie geteilt. Die Seitenlinie und die Basallinie sind hellbraun. Die dorsal und subdorsal gelegenen Warzen sind orange und weiß gesäumt, die lateral und ventral gelegenen sind gelb. Die Bauchbeine und der ventrale Teil des Abdomens sind gelb. Das hellbraune Peritrema ist auf der Seitenlinie nur schlecht sichtbar. Makrotuberkel sind jetzt sowohl auf der Rückenlinie als auch auf der Nebenrückenlinie vorhanden. Die meisten sind einstachlig, einige mehrstachlig. Das L5-Stadium dauert 12 bis 28 Tage. 
Im sechsten Stadium sind die Raupen 3,8 bis 4,5 Millimeter lang. Sie können in diesem Stadium bereits erwachsen sein und haben dann eine Länge von 8,0 bis 12,5 Millimeter. Sie ähneln dem L5-Stadium, sind aber dunkler. Die Seitenlinien sind braun, die Basallinie ist dunkelbraun. Die subdorsal gelegenen Warzen sind hellbraun und lateral weiß gesäumt. Die lateral gelegenen Warzen sind hellbraun, die dorsal gelegenen gelblich grau. Der ventrale Teil des Abdomens ist gelblich grau, die Bauchbeine sind gelb. Die Anzahl der Makrotuberkel auf der Rücken-, Nebenrücken- und Seitenlinie hat zugenommen, auch auf der Basallinie sind einige vorhanden. Das L6-Stadium dauert 12 bis 41 Tage. 
Die Raupen des siebenten Stadiums sind 5,0 bis 5,5 Millimeter lang, deutlich größer und dunkler gefärbt. Die schwarzbraune Rückenlinie wird durch eine graue Mittellinie geteilt. Die Nebenrückenlinien sind hellbraun und dorsal und ventral grau gesäumt. Die lateral und ventral gelegenen Warzen sind braun, der ventrale Teil des Abdomens ist graubraun, die Bauchbeine sind orange. Kopf, Prothorakalplatte und Thorakalbeine sind dunkelbraun. Das Peritrema ist grau. Die stachligen Makrotuberkel sind insbesondere auf der Rücken- und Nebenrückenlinie dicht angeordnet. Das L7-Stadium dauert einschließlich der Diapause 159 bis 182 Tage. 
Im achten Stadium sind die Raupen 8,0 Millimeter lang und ebenso gefärbt wie im vorangegangenen Stadium. Die Makrotuberkel sind mehrstachlig, die Stachel haben eine kronenförmige Spitze. Die Mikrotuberkel sind einstachlig und laufen spitz zu. Während die Raupen den Kokon anfertigen, färben sie sich um. Die Rückenwarzen werden heller und bilden ein breites hellgelbes Band. Die Färbung der Linien und der anderen Warzen ändert sich kaum. Für die Anfertigung des Kokons benötigen die Raupen sechs bis acht Tage, das L8-Stadium dauert 22 bis 23 Tage.
Der Kokon ist spindelförmig und 10,0 bis 12,5 Millimeter lang. Er besteht aus weißer, nicht sehr dichter Seide. Die Puppe ist 7,2 bis 8,5 Millimeter lang. Kopf, Thorax, Flügel und Abdomen sind glatt und glänzen hellbraun. Auf dem Abdomen sind eine dunkelbraune Rückenlinie und eine ebenso gefärbte Nebenrückenlinie erkennbar.

### Ähnliche Arten
Auf dem Balkan und in der Türkei ist Adscita capitalis die einzige Art der Gattung mit stark keulenförmigen Fühlern.

## Verbreitung
Adscita capitalis ist in Mazedonien, Griechenland (einschließlich der Insel Samos) und der Türkei verbreitet. Die Art besiedelt nasse Wiesen. In der Türkei sind die Falter bis in 3000 Meter Höhe anzutreffen.

## Biologie
Die Weibchen legen die Eier einzeln oder in kleinen Gruppen von zwei bis drei Stück auf den dick behaarten obersten Blättern der Futterpflanze ab. Unter Zuchtbedingungen war die Dauer des Eistadiums variabel, sie lag zwischen 5 und 15 Tagen. Als Futterpflanze wurde das Graue Sonnenröschen (Helianthemum canum) nachgewiesen. Unter Zuchtbedingungen wurden auch andere Sonnenröschenarten wie Helianthemum georgicum und das Gelbe Sonnenröschen (Helianthemum nummularium) von den Raupen akzeptiert. In Gefangenschaft legten die Raupen der ersten drei Stadien kurze galerieartige Minen in den Blättern von H. georgicum an. Im Falle von H. nummularium fraßen die Raupen ausschließlich das Parenchym der Blätter, so dass kleine Furchen entstanden. Auf der Krimhalbinsel wurde auch das Großblüten-Sonnenröschen (Helianthemum grandifloris) als Futterpflanze angenommen. Die Raupen überwinterten bei Aufzuchten in Österreich im L4-Stadium und verpuppten sich im L6-Stadium. Bei Aufzuchten auf der Krim überwinterten sie dagegen im L7-Stadium und verpuppten sich im L8-Stadium. Beobachtungen aus dem Freiland liegen bisher nicht vor. Während die Raupen den Kokon anfertigen, färben sie sich um. Die Puppenruhe dauert 15 bis 19 Tage. Die Falter schlüpfen am Morgen, die Flugzeit reicht von Juni bis Juli.